# ナーダシュディ・フェレンツ2世

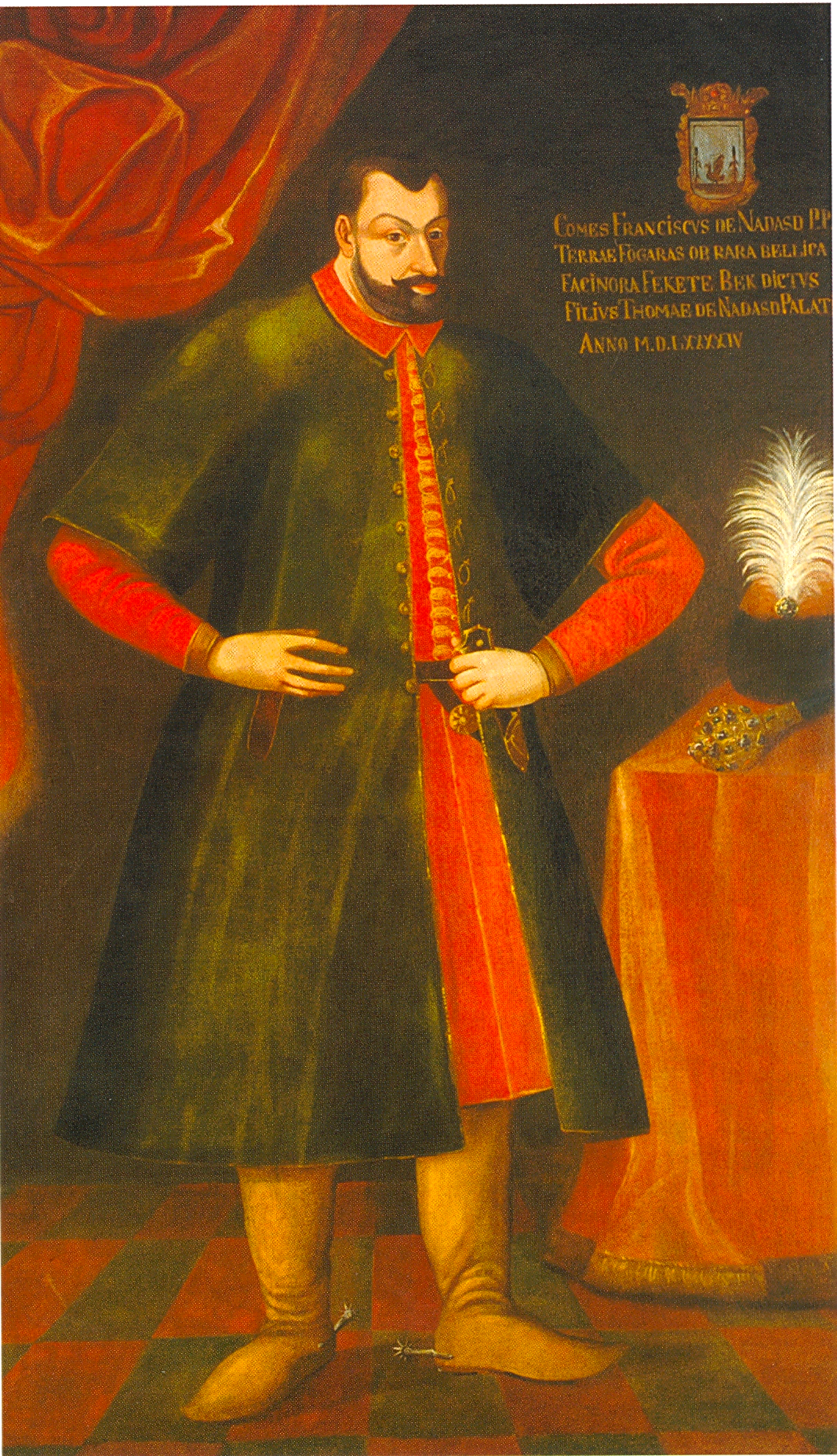
ナーダシュディ・フェレンツ伯爵

ナーダシュディ・フェレンツ（2世）（Nádasdy Ferenc(II.), nádasdi és fogarasföldi báró(gróf), 1555年 - 1604年1月4日 シャールヴァール）は、ハンガリーの貴族、軍人。男爵、のち伯爵。ハンガリーでも指折りの富豪で、優秀な武人でもあったが、敵に対する極めて残酷な処罰方法を好んだため、「黒騎士（erős fekete bég）」の異名で呼ばれた。バートリ・エルジェーベト伯爵夫人の夫である。

## 略歴
ハンガリー宮中伯を務めたナーダシュディ・タマーシュ男爵と、裕福な女子相続人カニジャイ・オルショリャの間の息子として生まれた。武勇に優れ、オスマン帝国のトルコ人との戦いで目覚ましい戦いぶりを見せたほか、エステルゴム、ヴァーツ、ヴィシェグラード、セーケシュフェヘールヴァール、ジェールなどの重要な拠点都市をトルコ側から奪取した。
1573年5月8日にポーランド王・トランシルヴァニア公バートリ・イシュトヴァーン（ステファン・バートリ）の姪にあたるバートリ・エルジェーベト伯爵夫人と結婚し、間に6人の子女をもうけた。エルジェーベトは由緒あるエチェド系バートリ家の女子相続人だったため、フェレンツ2世は結婚を通じて同家の富裕な財産を相続した。
妻のエルジェーベトはフェレンツ2世の死後、大量殺人の罪で告発された。娘婿にはクロアチアの指導的政治家だったニコラ6世・ズリンスキ伯爵（Nikola VI. Zrinski）、孫にはマグナート陰謀事件の首謀者の1人だったナーダシュディ・フェレンツ3世（Nádasdy Ferenc III.）がいる。
1604年1月4日、シャールヴァールにてオスマントルコとの戦闘中に急死。享年49歳。死因は不明だが、亡くなる2年前から、下肢の病気を患っていたことが知られている。